# Diócesis de Bubanza
La diócesis de Bubanza (en latín: Dioecesis Bubantina y en francés: Diocèse de Bubanza) es una circunscripción eclesiástica de la Iglesia católica en Burundi. Se trata de una diócesis latina, sufragánea de la arquidiócesis de Buyumbura. Se encuentra en sede vacante desde el 1 de abril de 2023.

## Territorio y organización
La diócesis tiene 2700 km² y extiende su jurisdicción sobre los fieles católicos de rito latino residentes en las provincias de Bubanza y Cibitoke.
La sede de la diócesis se encuentra en la ciudad de Bubanza, en donde se halla la Catedral de Cristo Rey. 
En 2020 en la diócesis existían 14 parroquias.

## Historia
La diócesis fue erigida el 7 de junio de 1980 con la bula Venerabilibus Fratribus del papa Juan Pablo II, obteniendo el territorio de la diócesis de Buyumbura (hoy arquidiócesis).
Originalmente sufragánea de la arquidiócesis de Gitega, el 25 de noviembre de 2006 pasó a formar parte de la provincia eclesiástica de la arquidiócesis de Buyumbura.

## Estadísticas
Según el Anuario Pontificio 2021 la diócesis tenía a fines de 2020 un total de 469 091 fieles bautizados.
| Año                                                                             | Población            | Población | Población      | Sacerdotes | Sacerdotes    | Sacerdotes    | Bautizados por sacerdote | Diáconos permanentes | Religiosos | Religiosos | Parroquias |
| Año                                                                             | Bautizados católicos | Total     | % de católicos | Total      | Clero secular | Clero regular | Bautizados por sacerdote | Diáconos permanentes | Varones    | Mujeres    | Parroquias |
| ------------------------------------------------------------------------------- | -------------------- | --------- | -------------- | ---------- | ------------- | ------------- | ------------------------ | -------------------- | ---------- | ---------- | ---------- |
| 1990                                                                            | 226 337              | 450 000   | 50.3           | 17         | 14            | 3             | 13 313                   |                      | 12         | 48         | 8          |
| 1999                                                                            | 237 945              | 505 906   | 47.0           | 7          | 7             |               | 33 992                   |                      | 19         | 4          | 8          |
| 2000                                                                            | 246 792              | 523 329   | 47.2           | 14         | 14            |               | 17 628                   |                      | 4          | 25         | 8          |
| 2001                                                                            | 253 288              | 531 097   | 47.7           | 17         | 17            |               | 14 899                   |                      | 3          | 29         | 8          |
| 2002                                                                            | 263 257              | 555 494   | 47.4           | 18         | 18            |               | 14 625                   |                      | 4          | 35         | 8          |
| 2003                                                                            | 273 120              | 575 926   | 47.4           | 21         | 21            |               | 13 005                   |                      | 6          | 39         | 8          |
| 2004                                                                            | 331 904              | 632 218   | 52.5           | 23         | 23            |               | 14 430                   |                      | 6          | 39         | 8          |
| 2006                                                                            | 397 098              | 681 994   | 58.2           | 23         | 23            |               | 17 265                   |                      | 5          | 41         | 8          |
| 2012                                                                            | 418 355              | 728 922   | 57.4           | 34         | 34            |               | 12 304                   |                      | 6          | 42         | 11         |
| 2015                                                                            | 423 454              | 746 677   | 56.7           | 41         | 41            |               | 10 328                   |                      | 6          | 55         | 12         |
| 2018                                                                            | 434 490              | 785 993   | 55.3           | 48         | 48            |               | 9051                     |                      | 7          | 51         | 13         |
| 2020                                                                            | 469 091              | 821 387   | 57.1           | 51         | 51            |               | 9197                     |                      | 8          | 63         | 14         |
| Fuente: Catholic-Hierarchy, que a su vez toma los datos del Anuario Pontificio. |                      |           |                |            |               |               |                          |                      |            |            |            |

## Episcopologio
- Evariste Ngoyagoye (7 de junio de 1980-21 de abril de 1997 nombrado obispo de Buyumbura)
- Jean Ntagwarara (24 de octubre de 1997 - 1 de abril de 2023, retirado)